# Делерм, Филипп
Фили́пп Деле́рм (фр. Philippe Delerm; род. 27 ноября 1950, Овер-сюр-Уаз, Франция) — французский писатель, известный как автор рассказов-миниатюр.

## Биография
Филипп Делерм родился в Овере-сюр-Уаз в 1950 году. Его родители были учителями начальной школы.
Получил филологическое образование в университете Париж X — Нантер. До 2007 года преподавал литературу в коллеже города Берне.
Проживает в Нормандии с супругой Мартиной Делерм, автором и иллюстратором книг для детей. Сын — Венсан Делерм — известный музыкант, автор и исполнитель песен.
Помимо литературы, Делерм интересуется спортом. Он сотрудничал с журналом L’Équipe, а в 2008 году комментировал Олимпийские игры на телевидении по приглашению France Télévisions.

## Творчество
Филипп Делерм известен как автор мини-новелл, близких к жанру стихотворения в прозе. Сам Делерм называет их «миниатюрами в импрессионистском духе». Широкую известность ему принёс сборник «Первый глоток пива и прочие мелкие радости жизни» (фр.  La première gorgée de bière et autres plaisirs minuscules ).
Делерм также является автором романов, эссе и произведений для детей.

## Признание
Филипп Делерм — лауреат ряда литературных премий: премии Ален-Фурнье (1990), премии книготорговцев (1997), премии Грангузье (1997), Национальной премии библиотекарей (1997). Его книги переведены на 26 языков. На русском языке произведения Делерма издавались в переводе Наталии Мавлевич и Александры Васильковой.

## Публикации на русском языке
- Филипп Делерм. Первый глоток пива и прочие мелкие радости жизни. — М.: Текст, 2002. — 189 с.
- Филипп Делерм. Пьющий время. — М.: Текст, 2004. — 142 с.
- Филипп Делерм. Счастье. Картины и разговоры. — М.: Гаятри, 2006. — 128 с.
- Филипп Делерм. Пузырь Тьеполо. — М.: Флюид, 2009. — 189 с.
- Филипп Делерм. Тротуар под солнцем. — М.: Текст, 2013. — 160 с.